# Redback Networks
Redback Networks是一个曾存在的电信设备公司，为ISP提供用于管理宽带服务的硬件和软件。2006年12月，爱立信和Redback发表声明签署了一个爱立信收购Redback的决议。收购在2007年完成，Redback Networks在2010年完全并入爱立信。

## 沿革
1996年8月，公司成立于美国加利福尼亚州圣何塞。1998年，其第一款宽带远程接入系统产品面市。
1999年11月，Redback以43亿美元收购Siara Systems，获得了SmartEdge 800/1200平台（即今Smart Services Router 8010/8020）。
2000年8月，Redback收购Abatis Systems。
2007年1月，Redback成为爱立信的子公司。2010年1月，Redback完全整合入爱立信，其SmartEdge系列产品成为爱立信IP产品线的一部分。2011年上半年，SmartEdge成为其EPC产品的平台之一，现名Smart Services Router。